# Distrito de Nickerie
Nickerie es un distrito situado en el noroeste de Surinam. Según el censo de 2012, tiene una población de 34 233 habitantes.
Está emplazado en la desembocadura del río Corantijn, río que hace de frontera entre este país y Guyana. Al norte delimita con el océano Atlántico, al este con Coronie y al sur con el extenso distrito de Sipaliwini.
Tiene una extensión de 5353 km². La mayoría de sus habitantes son de origen hindú.
Su capital es Nieuw Nickerie, la segunda ciudad más grande del país, situada a las orillas del río Nickerie. Otra conocidas localidades de este distrito son Wageningen y Washoda.
El lugar recibió poca atención por los primeros colonos ingleses y escoceses establecidos en el territorio que actualmente ocupa Surinam hace más de 150 años. Sin embargo, con la introducción de plantaciones de arroz, la región experimentó un gran desarrollo económico y demográfico.
Las relaciones entre el país y la vecina Guyana han sido siempre muy tensas en cuanto a la pertenencia de esta región, lo que ha producido, incluso en ciertas ocasiones, luchas entre ambos Estados. Aun así, existe una conexión de ferry entre el distrito de Nickerie y la población guyanesa de Springlands.
El 8 de septiembre de 2010 el nuevo presidente de Surinam, Desi Bouterse, se reunió con el presidente de Guyana, Bharrat Jagdeo, para discutir la construcción de un puente que pase sobre el río Courentine entre las dos naciones para así poder facilitar el paso de camiones de exportación e importación.

## División administrativa
Nickerie está subdividido en cinco ressorts:

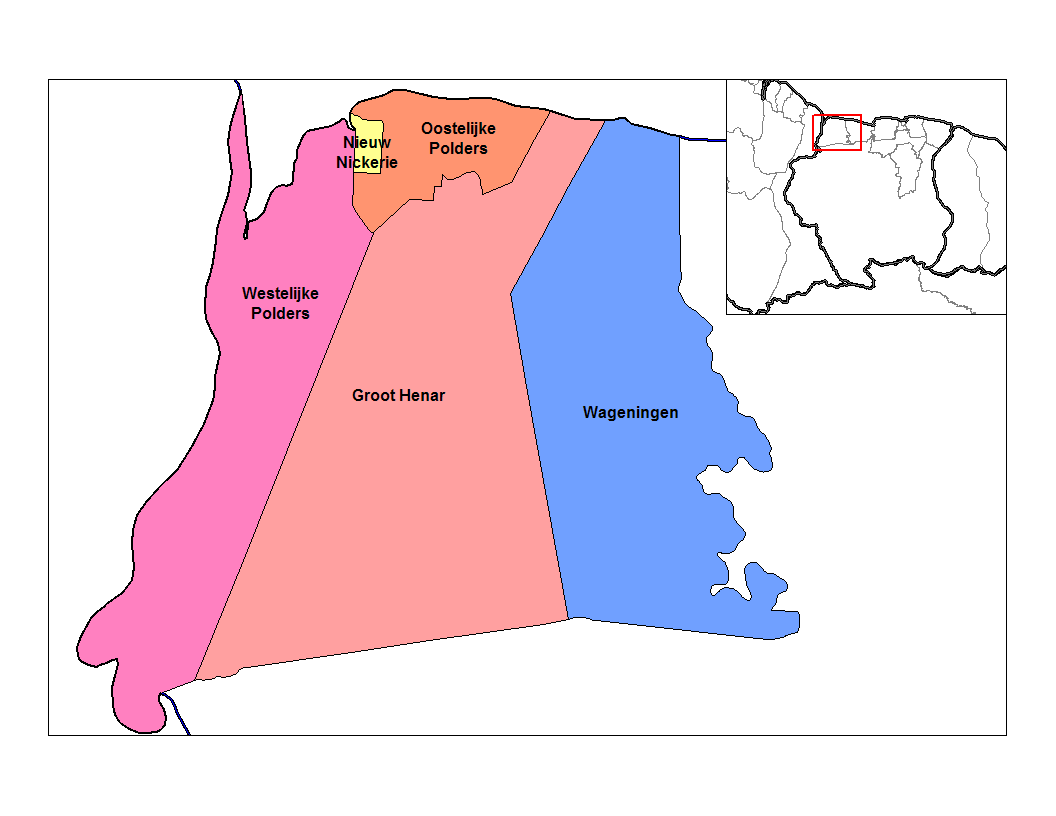
Ressorts de Nickerie

1. Groot Henar
2. Nieuw Nickerie
3. Oostelijke Polders
4. Wageningen
5. Westelijke Polders